# Reinhold Kleinlein
Reinhold Kleinlein (* 26. Oktober 1883 in Goldlauter; † 30. August 1944 im KZ Buchenwald) war ein deutscher Widerstandskämpfer gegen den Nationalsozialismus.
Reinhold Kleinlein war Rendant von Beruf und gehörte der KPD-Widerstandsgruppe Goldlauter an. Am 11. Mai 1944 wurde er im Suhler Hochverratsprozess zunächst in das Landesgerichtsgefängnis Rudolstadt und von dort in das Konzentrationslager Buchenwald bei Weimar verlegt, wo er am 30. August 1944 unter ungeklärten Umständen starb.
Nach Reinhold Kleinlein wurde eine Schule in Suhl-Goldlauter benannt (14. Polytechnische Oberschule „Reinhold Kleinlein“).